# Pittsburgh Bankers
Pittsburgh Bankers je bil profesionalni hokejski klub iz Pittsburgha. Sestojil je iz skupine domačinov, ki so jih najele lokalne banke v zgodnjih 1900. letih. Bankersi so začeli kot amaterska liga Banker's League. Liga se je kasneje stopila v en klub, ki se je pridružil ligi Western Pennsylvania Hockey League. Mnogo športnikov v ligi WPHL je bilo Kanadčanov, ki jih je v Pittsburgh pritegnila dvorana Duquesne Gardens, ki je bila ena redkih dvoran v Severni Ameriki, ki je imela umetno drsališče. Priznan pisatelj in hokejski komentator Stan Fischler je zapisal: »V zgodnjih 1900. letih se je vzpostavila lokalna liga, imenovana Bankers League. Nekatere banke so ustanovile hokejsko ligo za namene promocije, saj so prihajali Kanadčani, ki so se nato zaposlili v bankah. Prišli so igrat hokej, a so morali biti zaposleni v banki, če so sploh smeli igrati. Ne vem, kaj so jim na banki dali za delati, a ni bilo veliko.« Tako imamo danes Bankerse za eno prvih moštev, ki je svoje hokejiste plačevalo. 
Prav tako so bili Bankersi mogoče celo prvi klub, ki je s svojimi profesionalnimi igralci trgoval. Eden izmed dogovorov je tako predvidel, da je Pittsburgh Pirates 28. januarja 1908 poslal Jima MacKaya, Edgarja Deya in Dunca Taylorja k Bankersom v zameno za Josephyja Donnellyja, Cliffa Bennesta in igralca po imenu McGuire. Bankersi so osvojili ligo WPHL v letih 1903, 1908 in 1909. 